# Światło popielate

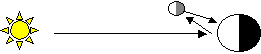
Schemat powstawania światła popielatego

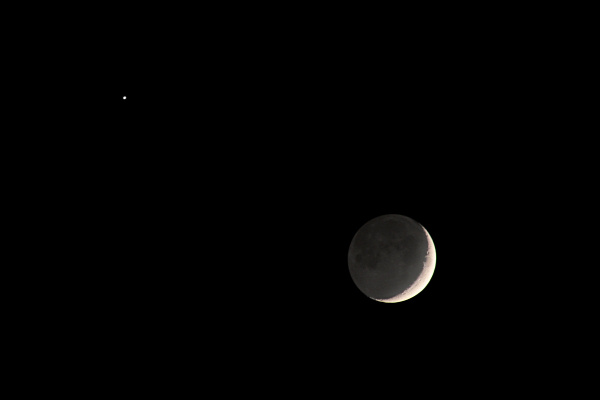
Zdjęcie Księżyca oświetlonego przez Ziemię, w tle Wenus.

Światło popielate – poświata widoczna na aktualnie nieoświetlonej części Księżyca. Jest widoczna dzięki światłu odbitemu od Ziemi, które oświetla "nocną część" Srebrnego Globu. Zjawisko to jest szczególnie dobrze widoczne w czasie fazy sierpa Księżyca – wtedy Ziemia widziana z jego powierzchni jest w okolicy pełni.
Leonardo da Vinci wyjaśnił to zjawisko na początku XVI wieku, kiedy zdał sobie sprawę, że zarówno Ziemia, jak i Księżyc odbijają światło słoneczne w tym samym czasie.
Analogiczne zjawisko zostało zaobserwowane przez sondę Cassini w układzie Saturna. Przy sprzyjających warunkach można zarejestrować światło odbite od planety, oświetlające ciemne strony jej księżyców.